# Дам, Эдмон
Эдмон Дам (фр. Edmond Dame, 4 ноября 1893, Рувруа, Франция  — 31 августа 1956, Париж, Франция); —  французский борец вольного и греко-римского стилей, бронзовый призёр Олимпийских игр, бронзовый призёр чемпионатов Европы  

## Биография
Родился в 1893 году. Выступал в соревнованиях как по вольной, так и по греко-римской борьбе в тяжёлом весе. 
В 1920 году участвовал в Летние Олимпийские игры в Антверпене по греко-римской борьбе, выступал в тяжёлом весе и проиграв две из трёх встреч, из турнира выбыл.
См. таблицу турнира. 
В 1924 году отправился на Летние Олимпийские игры в Париже, выступал в тяжёлом весе как по греко-римской борьбе, так и по вольной и занял пятое и четвёртое места соответственно.  
См. таблицу турнира (GR). 
См. таблицу турнира (LL). 
В 1925 году был третьим на чемпионате Европы по греко-римской борьбе. 
На Летних Олимпийских играх 1928 года в Антверпене боролся по вольной борьбе в весовой категории свыше 87 килограммов (тяжёлый вес). На этих играх был введён регламент, в соответствии с которым борец получал в схватках штрафные баллы. Набравший 5 штрафных баллов спортсмен выбывал из турнира. Турнир проводился по системе Бергваля. В тяжёлом весе борьбу вели 7 борцов
Эдмон Дам в первой же встрече потерпел поражение от Юхана Рихтгофа и выбыл в турнир за второе место. Там он проиграл Аукусти Сихволе  и выбыл в турнир за третье место, где победил в одной встрече и стал бронзовым призёром игр
См. таблицу турнира
В 1929 году стал бронзовым призёром чемпионата Европы по вольной борьбе.  
Умер в 1956 году